# Boldogkőváralja megállóhely
Boldogkőváralja megállóhely egy Borsod-Abaúj-Zemplén vármegyei vasúti megállóhely Boldogkőváralja településen, a MÁV üzemeltetésében. A község nyugati külterületei közt helyezkedik el, a 3713-as út mellett, közúti elérését az abból kiágazó 37 309-es számú mellékút teszi lehetővé. Az Országos Kéktúra 25-ös és 26-os szakaszának határa, egyben bélyegzőhelye is.

## Vasútvonalak
A megállóhelyet az alábbi vasútvonalak érintik:
- Szerencs–Hidasnémeti-vasútvonal

## Kapcsolódó állomások
A megállóhelyhez az alábbi állomások vannak a legközelebb:
- Abaújkér megállóhely (Szerencs–Hidasnémeti-vasútvonal)
- Korlát-Vizsoly megállóhely (Szerencs–Hidasnémeti-vasútvonal)

## Forgalom
| Járat        | Útvonal | Gyakoriság                    |
| ------------ | --- | ----------------------------- |
| személyvonat | Abaújszántó – Abaújkér – Boldogkőváralja – Korlát-Vizsoly – Fony – Hejce-Vilmány – Göncruszka – Gönc – Zsujta – Hidasnémeti | Napi 3 pár, nyáron napi 5 pár |